# Faculdade de Educação Papa João Paulo II
A Faculdade de Educação Papa João Paulo II é uma instituição educacional privada de propriedade da Arquidiocese Católica Romana de Pondicherry e Cuddalore. O colégio é administrado pelo conselho de diretores da Arquidiocese de Pondicherry e Cuddalore (Le Conseil d'Administration de l'Archidiocèse de Pondicherry).
A instituição é afiliada à Pondicherry University (Central University) e é a única instituição credenciada com A pela NAAC em Puducherry.

## Cursos

### Bacharel em educação
- Estudos Sociais
- Matemática
- Ciência física
- Ciência Biológica
- francês
- tâmil
- Inglês
- Mestre em educação
- Mestre em aplicativos de computador

Cursos Integrados:
- BA, B.Ed., Inglês
- B.Sc., B.Ed., Matemática
- B.Sc., B.Ed., Ciência da Computação
- B.Com., B.Ed., Comércio
- B.Com., Cs, comércio